# 옆자리 세키군
옆자리 세키군(일본어: となりの関くん)는 모리시게 타쿠마 작가가 그린 일본 만화이다. 요코이 루미라는 한 소녀는 시족적으로 이웃에 사는 같은 반 친구 세키 토시나리에 의해 추적당한다. 그리고 그는 적절한 취미를 마음껏 하면서 그 과정 중에서 절대로 추적당하지 않는다. 원래 2010년에 1회성으로 연재되었으나, 미디어 팩토리의 코믹 플래퍼 지의 2010년 11월 지에서 연재가 시작되었다. Vertical 사는 북미에서 만화를 발행할 예정이다. 신에이 동화가 제작한 오리지널 비디오 애니메이션은 발매되었고, 2014년 1월 4일에 발행된 만화의 제5권에 첨부되었다. 또한, 텔레비전 애니메이션 "옆자리 세키군"은 2014년 1월 5일부터 방영 중에 있다. 또한, 대한민국에서는 애니플러스가 방영했다.

## 줄거리
교실의 창가 쪽 맨 뒷자리에 앉는 세키는 선생님의 눈에 띄지 않는 구석에서 수업 시간에 혼자 딴짓을 한다. 편지 돌리기와 책상 구멍 골프 등 누구나 해본 적 있는 놀이부터 쇼기와 바둑, 체스, 도미노, 장대 눕히기 등 수업 중에 혼자 노는 것을 뛰어넘는 행위, 심지어 책상 연마 및 사금 채취 등 놀이라고는 볼 수 없는 것까지 한다.
그의 옆자리에 앉는 요코이는 성실하게 수업에 임하려고 하지만, 매번 세키 군의 기괴한 놀이에 정신이 팔려 수업에 집중하지 못한다. 게다가 세키의 놀이는 절대로 선생님에게 들키지 않는다. 이 작품은 수업 중에 작은 책상 위에서 펼쳐지는 무한한 가능성을 추구한 드라마이다.

## 등장 인물

### 주인공
세키 토시나리(関 俊成)
성우：시모노 히로
요코이 루미(横井 るみ)
성우：하나자와 카나

### 반 친구들과 선생님
우자와 아키야스(宇沢 明康)
성우：시라이시 미노루
마에다 타카히로(前田 高広)
성우：스사키 시게유키
고토 사쿠라코(後藤 桜子)
성우：사토 사토미
하시노 토모카(橋野 友香)
성우：키쿠치 코코로
나카마 유우(仲間 由宇)
성우：시타라 마미
아다치 선생님(足立先生)
성우：사이토 지로
타니 선생님(谷先生)
성우：유사 코지

### 주인공의 가족
세키 준(関 純)
세키의 엄마
요코이의 엄마
성우：이토 미키
로봇 가족
성우：사쿠라이 토오루(아버지), 케이초 유카(어머니), 미즈노 마리에(아들)

### 기타 인물
토야마 타케오(外山 岳夫)
성우：쥬쿠 잇큐

## 텔레비전 애니메이션
2014년 1월부터 3월까지 TV 도쿄 AT-X 기타에서 10분 범위의 쇼트 애니메이션으로 방영되었다. 신 에이 동화 작품으로는 사상 최초로 심야에 방송된다. 지상파 방송 종료 후에도 각 동영상 사이트에서 5월말까지 계속 방영되었고, AT-X는 일시 중단 된 후 5월부터 6월까지 나머지 분이 방영되었다.

### 직원
- 원작・시나리오 협력：모리시게 타쿠마(주식회사 KADOKAWA, 미디어 팩토리, 코믹 플래퍼 발간)
- 감독：무토우 유지
- 캐릭터 디자인・총작화 감독：오오타케 마사에
- 미술 감독：카와이 신지(스튜디오 유니)
- 색채 설계：에비나 카요코(신에이 동화)
- 촬영 감독：야마모토 히로키(라이트 풋)
- 음향 감독：우라카미 야스유키(오디오 플래닝 유)
- 편집：나카하 유미코, 후지모토 리코(오카야스 프로모션)
- 음악：타다 아키후미, 나카무라 히로시
- 내레이션：사카구치 테츠오
- 프로듀서：아라키 모토미치, 타나베 게이고, 야마다 나루히코, 베니어 요시카즈 (TV 도쿄) 시미즈 미카, 야나기무라 츠토무
- 제작：애니메이션의 세키군 제작위원회(신에이 동화, KADOKAWA, 쇼가쿠칸 슈에이샤 프로덕션, 킹레코드, TV 도쿄, AT-X, 애니메틱)

### 주제가
오프닝 테마곡
성가 스펙터클
작사：마츠우라 유키 / 작곡：오오카와 시게노부 / 편곡：오오카와 시게노부, 아라이 타케시 / 노래：하나자와 카나
엔딩 테마 곡
Set Them Free 데스크톱 드럼 ver.(제1-9화, 제11-21화)
작곡・편곡：나카무라 히로시 / 드럼：진보 아키라
Set Them Free ~Another Version~(제10화)
작곡・편곡：나카무라 히로시 / 드럼：진보 아키라
극중 노래
단란! 로봇 가족(제6·12·21화)
작사：모리시게 타쿠마 / 작곡・편곡：나카무라 히로시 / 노래：미즈키 이치로
날개를 주세요(제20화)
작사：야마가미 미치오 / 작곡：무라이 쿠니히코 / 편곡：와타나베 마사지 / 노래：시라토리 에미코

### 각화 목록
| 화수                | 부제          | 스토리보드      | 연출            | 작화 감독       | 사용 원작     |     |     |
| OVA                 | OVA           | OVA             | OVA             | OVA             | OVA           | OVA | OVA |
| ------------------- | ------------- | --------------- | --------------- | --------------- | ------------- | --- | --- |
| 0교시               | 장대 눕히기   | 사사키 시노부   | 사사키 시노부   | 오와세 히데토시 | 4교시(제1권)  |     |     |
| 0교시               | 고양이        | 사사키 시노부   | 사사키 시노부   | 오와세 히데토시 | 6교시(제1권)  |     |     |
| 텔레비전 애니메이션 |               |                 |                 |                 |               |     |     |
| 1교시               | 도미노        | 무토우 유지     | 무토우 유지     | 오와세 히데토시 | 1교시(제1권)  |     |     |
| 2교시               | 쇼기          | 무토우 유지     | 무토우 유지     | 오오타케 마사에 | 2교시(제1권)  |     |     |
| 3교시               | 책상 닦기     | 스기야마 마사키 | 오카다 켄지로   | 다이즈 카즈히로 | 3교시(제1권)  |     |     |
| 4교시               | 바둑          | 오쿠보 마사오   | 오카다 켄지로   | 다이즈 카즈히로 | 5교시(제1권)  |     |     |
| 5교시               | 지우개 도장   | 코데라 카츠유키 | 마루야마 유스케 | 코다이라 하지메 | 36교시(제3권) |     |     |
| 6교시               | 피난 훈련     | 코데라 카츠유키 | 마루야마 유스케 | 코다이라 하지메 | 14교시(제1권) |     |     |
| 7교시               | 편지 돌리기   | 스기야마 마사키 | 오카다 켄지로   | 다이즈 카즈히로 | 7교시(제1권)  |     |     |
| 8교시               | 쇼기(2)       | 마츠무라 레이   | 오카다 켄지로   | 다이즈 카즈히로 | 19교시(제2권) |     |     |
| 9교시               | 뜨개질        | 마츠무라 레이   | 쿠라모토 호타카 | 코다이라 하지메 | 13교시(제1권) |     |     |
| 10교시              | 골프          | 스기야마 마사키 | 쿠라모토 호타카 | 코다이라 하지메 | 22교시(제2권) |     |     |
| 11교시              | 등산          | 마츠무라 레이   | 오카다 켄지로   | 다이즈 카즈히로 | 28교시(제2권) |     |     |
| 12교시              | 무선조종      | 스기야마 마사키 | 오카다 켄지로   | 다이즈 카즈히로 | 37교시(제3권) |     |     |
| 13교시              | 수영장        | 스기야마 마사키 | 쿠라모토 호타카 | 코다이라 하지메 | 26교시(제2권) |     |     |
| 전달판              |               |                 |                 |                 |               |     |     |
| 14교시              | 벤토          | 마츠무라 레이   | 쿠라모토 호타카 | 코다이라 하지메 | 18교시(제2권) |     |     |
| 15교시              | 종이 스모     | 스기야마 마사키 | 후세 야스유키   | 오와세 히데토시 | 33교시(제3권) |     |     |
| 16교시              | 쇼기vs체스    | 마츠무라 레이   | 후세 야스유키   | 이와나가 타이조 | 31교시(제3권) |     |     |
| 17교시              | 후쿠와라이    | 스기야마 마사키 | 오카다 켄지로   | 다이즈 카즈히로 | 16교시(제2권) |     |     |
| 18교시              | 요술          | 마츠무라 레이   | 오카다 켄지로   | 다이즈 카즈히로 | 17교시(제2권) |     |     |
| 19교시              | 안경          | 스기야마 마사키 | 오카다 켄지로   | 오오타케 마사에 | 30교시(제3권) |     |     |
| 20교시              | 파라파라 만화 | 마츠무라 레이   | 오카다 켄지로   | 다이즈 카즈히로 | 34교시(제3권) |     |     |
| 21교시              | 소지품 검사   | 마츠무라 레이   | 후세 야스유키   | 이와나가 타이조 | 40교시(제3권) |     |     |
| 특전 영상           |               |                 |                 |                 |               |     |     |
| 22교시              | 임간 학교     | 스기야마 마사키 | 후세 야스유키   | 오오타케 마사에 |               |     |     |
| 23교시              | 눈 놀이       | 스기야마 마사키 | 후세 야스유키   | 오오타케 마사에 |               |     |     |

## 드라마
7월부터 MBS와 TBS외에서 방송 개시. 옆자리 세키군과 루미짱의 사상의 제목에서 루미짱의 사상(원작:하라 카츠노리 쇼가쿠칸 빅 코믹 스피리츠연재 만화 작품)과 2책꽂이에서 방송된다..

### 캐스트
옆자리 세키군
- 세키 토시나리：와타나베 유타로[4]
- 요코이 루미：시미즈 후미카
- 고토 사쿠라코：마야마 리카

루미짱의 사상
- 요코이 루미：토미타 시오리[4]
- 요시다 쿠미코：마노 에리나[5]
- 이시쿠라 나호：기시이 유키노[5]
- 타카다 선생님：야마자키 긴노죠[5]

### 직원 (드라마)
옆자리 세키군
- 각본：호소카와 토오루
- 연출：호소카와 토오루 히라바야시 카츠토시
- 음악：코오로기
- 제작：더브
- 제작：드라마의 세키군 제작위원회 MBS

루미짱의 사상
- 각본：츠키카와 쇼, 후카사코 야스유키
- 연출：츠키카와 쇼
- 음악：스캣 고토
- 제작：더브
- 제작：루미짱의 드라마 제작위원회 MBS

### 주제가
옆자리 세키군
Green Bird(Short Version)
작사·작곡：산내 소이치로・모모타 루이 / 노래：후지패브릭
루미짱의 사상
17세의 노래
작사：하라 카츠노리 / 작곡：토미타 시오리 / 노래：루미짱★○토미타 시오리(루미짱 스털링 토미타 시오리)